# Альдиты
Альдиты (альдитолы) — ациклические полиолы общей формулы HOCH2[CH(OH)]nCH2OH, формально являющиеся продуктами восстановления альдегидной группы альдоз. Простейшим альдитом является глицерин.

## Номенклатура
В номенклатуре IUPAC названия альдитов образуются заменой суффикса -оза в названии соответствующей альдозы на суффикс -ит (в англоязычной терминологии — на суффикс -itol), например — «глюкоза {\displaystyle \to } глюцит». Вместе с тем, для альдитов — производных пентоз и гексоз, широко распространенных в природе, обычно используются тривиальные названия, например, сорбит (глюцит), адонит (рибит) и т. п.
Для альдитов с длинной углеродной цепью, структура которых может быть представлена как комбинация структур двух различных альдоз либо альдозы и кетозы, название альдита образуется из префикса — комбинации родительских структур, корня, указывающего на длину углеродной цепи и суффикса -ит (-itol), например, D-глицеро-L-галактогептит (D-glycero-L-galacto-Heptitol)

## Свойства
Альдиты, за исключением глицерина, являются бесцветными кристаллическими веществами, растворимыми в воде, подобно родственным альдозам обладают сладким вкусом. В кислой и щелочной средах альдиты значительно устойчивее, чем альдозы и кетозы и в значительно меньшей степени подвержены карамелизации при нагревании.

## Синтез
Общим методом стереоселективного синтеза альдитов является восстановление соответствующих альдоз, в промышленности используется каталитическое гидрирование над никелем Ренея. Восстановление терминального карбонила альдоз не влияет стереохимическую конфигурацию и ведет к образованию единственного стереизомера альдита; так, при восстановлении D- и L-глюкоз (1 и 3) единственным продуктом является сорбит (D-глюцит) (2):
В отличие от восстановления альдегидной группы альдоз, восстановление кетогруппы кетоз ведет к образованию нового хирального центра и, в результате, к смеси изомерных альдитов. Так, при восстановлении фруктозы (2) образуется смесь сорбита (1) и маннита (3):

## Биологическая роль и нахождение в природе
Альдиты широко распространены в природе, и многие из них, будучи впервые выделены из растений, получили «растительные» названия — например, сорбит — от лат. sorbus — рябина и маннит, выделенный из маннового ясеня.
В печени человека реализуется полиольный путь трансформации фруктозы в глюкозу, в котором фруктоза при восстановлении кетогруппы восстанавливается в сорбит, который, в свою очередь, дегидрируется до глюкозы. Обратная последовательность реакций, при которой глюкоза (1) восстанавливается до сорбита и затем дегидрируется во фруктозу (3), у больных диабетом является патогенным фактором: накопление сорбита и фруктозы в клетках приводит к нарушению осмотического баланса и повреждению клеток:

## Применение
Альдиты — производные пентоз (пентиты) и гексоз (гекситы) благодаря своему сладкому вкусу и малой метаболизируемости используются в качестве подсластителей и сахарозаменителей — в том числе и для продуктов для диабетиков, наиболее широко в этом качестве используются ксилит, маннит и сорбит. В этом же качестве применяются и гликозиды альдитов, образующиеся при восстановлении дисахаридов.
| Альдит     | Сладость по отношению к сахарозе | Энергетическая ценность (кКал/г) | Сладость к энергетической ценности |
| ---------- | -------------------------------- | -------------------------------- | ---------------------------------- |
| Глицерин   | 0.6                              | 4.3                              | 0.56                               |
| Эритрит    | 0.812                            | 0.213                            | 15                                 |
| Арабит     | 0.7                              | 0.2                              | 14                                 |
| Маннит     | 0.5                              | 1.6                              | 1.2                                |
| Сорбит     | 0.6                              | 2.6                              | 0.92                               |
| Ксилит     | 1.0                              |                                  | 1.6                                |
| Лактит     | 0.4                              | 2.0                              | 0.8                                |
| Мальтит    | 0.9                              | 2.1                              | 1.7                                |
| Изомальтит | 0.5                              | 2.0                              | 1.0                                |
| 1.         |                                  |                                  |                                    |

Ферментативное окисление сорбита является промышленным методом получения сорбозы — исходного продукта в производстве аскорбиновой кислоты (витамина С).